# Concile des archanges Michel et Gabriel
Le concile des archanges Michel et Gabriel (en russe : Собор архангелов (устюжская икона)) est une icône russe de la seconde moitié du XIIIe siècle provenant du monastère Saint-Michel-Archange (ru) à Veliki Oustioug (fondé en 1212). Les historiens d'art estiment que la probabilité est grande que cette icône ait été réalisée à Veliki Oustioug après la consécration du catholicon du monastère. Actuellement l'icône est exposée au Musée russe de Saint-Pétersbourg. C'est d'Oustioug que provient une autre icône réputée : l'Annonciation d'Oustioug qui date du début du XIIe siècle.

## Description
Le sujet de l'icône est un concile de deux archanges, mais il en existe dans l'iconographie russe de plusieurs archanges, d'anges, de saints . Le mot russe sobor (Собор), traduit par concile, peut désigner dans cette langue une fête religieuse orthodoxe qui peut être celle d'un groupe de deux ou plusieurs saints ou archanges (comme le concile des neuf archanges) et non pas seulement une assemblée de représentants de l'Église comme dans le catholicisme,. Les archanges sont représentés de face et en pied, ils tiennent dans leurs mains un ripidion et un médaillon représentant le Sauveur-Emmanuel. Cette icône est composée suivant les formes habituelles des icônes de l'époque post-iconoclaste».
Elle utilise les règles iconographiques de l'école d'Iaroslavl. Stanislav Maslenitsine remarque que, comme les icônes de Iaroslavl du XIIIe s. , elle est réalisée avec de la peinture d'origine locale et peu couteuse . Mais pour lui donner la splendeur nécessaire, l'artiste utilise de petites quantités de cinabre et d'or qui sont des produits plus chers. L'académicien Victor Lazarev caractérise les tons de l'icône en les qualifiant d'invitation, et la façon de peindre de fluide. Les couches de peinture sont tellement minces qu'elles rappellent l'aquarelle. À certains endroits, comme à l'emplacement des vêtements, on pourrait croire que ce n'est qu'une ébauche . Ces techniques seront utilisées par certaines icônes de l'école de Pskov et plus tard pour des icônes de régions septentrionales de la Russie.
La riche ornementation du pozem est le signe de goûts populaires et jusqu'à la restauration de l'icône a été considérée comme un ajout tardif: « Ici le peintre a donné libre cours à son amour naïf pour l'arabesque en violant hardiment toutes les canons traditionnels. Il ne se borne pas, comme les artistes byzantins, à représenter des arbustes rares et introduit des rameaux souples couverts de motifs floraux. Il prive en même temps ce pozem de sa fonction première qui est de représenter simplement le sol . »
Le niveau de conservation de l'icône est considérée comme bon. Un nouveau gesso a été enduit :
- sur la figure de l'ange de gauche : de l'épaule droite le long du vêtement;
- sur la figure de l'ange de droite : au dessus du loros et dans le bas sur l'ourlet;
- sur le fond de l'icône ; en haut à droite et à gauche à l'endroit de l'attache de l'aile de l'archange.